# Veringenstadt
Veringenstadt est une ville allemande du Bade-Wurtemberg dans l'arrondissement de Sigmaringen.

## Géographie

### Situation géographique
Veringenstadt est situé dans la vallée de Lauchert, un affluent du Danube, entre Gammertingen et Sigmaringen.

## L'organisation urbaine
La commune se compose de trois quartiers :
- Veringenstadt
- Veringendorf
- Hermentingen

## Jumelage
- Zwettl an der Rodl (Autriche) depuis 2012

## Personnalités
- Hermann Contract (Hermann de Reichenau) (1013–1054), moine du monastère de Reichenau et fils du comte d'Altshausen-Veringen
- Franz Xaver Dieringer (* 1811; † 1876 décédé à Veringendorf), théologien
- Eduard Peters (*1869; †1948 décédé à Veringendorf), archéologue
- Karl Lehmann (* 1936), cardinal et évêque de Mayence, depuis 1987 président de la conférence des évêques allemands ("Deutschen Bischofskonferenz"), a grandi à Veringenstadt.
- Simon Grynaeus (1493-1541) né à Veringendorf, théologien humaniste partisan de la Réforme
- Franz Saurer (1806-1882), né à Veringendorf, entrepreneur